# 清水一嘉
清水 一嘉（しみず かずよし、1938年11月8日 - ）は、日本のイギリス文学者。愛知大学名誉教授。

## 経歴
兵庫県神戸市生まれ。岡山県立岡山朝日高等学校卒、1962年東北大学文学部英文科卒、1964年同大学院修士課程修了。同年愛知大学教養部講師、1969年助教授、1980年教授、1998年文学部教授。2009年定年退任、名誉教授。専攻は英文学、英国文化史。
2018年秋の叙勲で瑞宝中綬章を受章。

## 著書
- 『作家への道 イギリスの小説出版』日本エディタースクール出版部 エディター叢書 1980
- 『イギリスの古本屋』胡蝶の会 胡蝶豆本 1982
- 『ホガース・プレス』胡蝶の会 胡蝶豆本 1984
- 『イギリス小説出版史 近代出版の展開』日本エディタースクール出版部 1994
- 『イギリスの貸本文化』図書出版社 1994
- 『イギリス近代出版の諸相 コーヒー・ハウスから書評まで』世界思想社 1999
- 『挿絵画家の時代 ヴィクトリア朝の出版文化』大修館書店 2001
- 『自転車に乗る漱石 百年前のロンドン』朝日選書 2001
- 『漱石とその周辺 100年前のロンドン』松柏社, 2017.10
- 『懐かしき古本屋たち』風媒社, 2018.9
- 『英国の出版文化史 書物の庇護者たち』勉誠出版, 2019.9

### 共編
- 『第一次大戦とイギリス文学 ヒロイズムの喪失』鈴木俊次共編 世界思想社 2006
- 『読者の台頭と文学者 イギリス一八世紀から一九世紀へ』小林英美共編 世界思想社 2008

### 翻訳
- ジョージ・ジェファーソン『エドワード・ガーネット伝 現代イギリス文学を育てた生涯』日本エディタースクール出版部 1985